# Глаза деревьев
«Глаза деревьев» (англ. Eyes in the Trees) — будущий научно-фантастический фильм режиссёра Тимоти Вудворда-младшего с Энтони Хопкинсом в главной роли. Переосмысление романа Герберта Уэллса «Остров доктора Моро».

## Сюжет
Группа журналистов проводит расследование на тайском острове Монки Ко, известном среди местных жителей как «Остров смерти», на фоне слухов о медицинских экспериментах и генетических манипуляциях.

## В ролях
- Энтони Хопкинс
- Джонатан Рис-Майерс — Винс Хенуэй
- Эшли Грин — Ченнинг Арно
- Томас Кречман
- Айжан Лайджи — Лучия
- Гарри Ленникс — доктор Мёрфи
- Мария Бриз — Лаура
- Райан Фрэнсис — доктор Купер
- Тайлер Галлант
- Эго Микитас — доктор Дарнетт
- Прайя Лундберг
- Виктория София — Элоди
- Рэндолл Бейкон

## Производство
Фильм станет переосмыслением романа Уэллса «Остров доктора Моро». Режиссёром стал Тимоти Вудворд-младший. Сценарий к фильму написали Б. Харрисон Смит и Майк Мэннинг. Продюсерами выступили Артиша Манн-Купер, Демон Хиллин и Саша Елаун.
Энтони Хопкинс получил главную роль в фильме. Джонатан Рис-Майерс, Эшли Грин, Томас Кречман, Прайя Лундберг присоединились к актерскому составу в августе 2024 года.
Съёмки фильма проходили в Лос-Анджелесе, когда, в результате хакерской атаки были похищены материалы съёмок, и продюсерам было приказано заплатить выкуп в размере 200 000 долларов за возвращение отснятого материала к 22 июля 2024 года. Продюсер фильма Демон Хиллин связался с ФБР и департаментом полиции Санта-Моники, а также с местными и федеральными политиками по поводу взлома и заявил, что не будет платить, но продолжит производство.